# Megalopyge immaculata
Megalopyge immaculata is een vlinder uit de familie van de Megalopygidae. De wetenschappelijke naam van de soort is voor het eerst geldig gepubliceerd in 1928 door Cassino.